# Grant Rees
Pour les articles homonymes, voir Rees.
Pas d'image ? Cliquez ici

a Compétitions nationales et continentales officielles uniquement.

Dernière mise à jour le 27 octobre 2013.
Grant Rees, né le 17 octobre 1981 à Pietermaritzburg en Afrique du Sud, est un joueur sud-africain de rugby à XV évoluant au poste de centre. Il joue notamment au sein du Montpellier HR de 2007 à 2011. 

## Palmarès
- Finaliste du championnat de France en 2011 avec le Montpellier Hérault rugby.